# Валентина Аллегра де Фонтейн
Графиня Валентина Аллегра де Фонтейн (англ. La Contessa Valentina Allegra de la Fontaine) — персонаж Marvel Comics, которая впервые появилась в выпуске Strange Tales #159 (август 1967) и была создана Джимом Стеранко.
Лиза Ринна исполнила роль персонажа в американском телефильме «Обезглавить Гидру» (1998), а в проектах Кинематографической вселенной Marvel (КВМ) её играет Джулия Луи-Дрейфус.

## Отзывы и критика
Аманда Рабски-Макколл из Comic Book Resources отмечала, что у героини «чрезвычайно интересная история». Николас Айяла из Screen Rant писал, что «КВМ делает её злодеем, эквивалентным Нику Фьюри — влиятельному вдохновителю, который собирает команду героев (или антигероев), чтобы сражаться в битвах, на которые никто другой не способен». Его коллега Джордан Уильямс подчёркивал, что «Валентина известна своими манипулятивными, апатичными манерами по отношению к своим новобранцам и тем, как она противопоставляет их Мстителям».